# Kawerna pod fortem 48 „Batowice”
Kawerna w Batowicach – powstała w latach 1913–1914. Znajdowała się pod Fortem 48 „Batowice”.
Kawerna miała pierwotnie dwa wejścia. Ulega ciągłej destrukcji, gdyż zlokalizowano na niej i w bezpośrednim sąsiedztwie ogródki działkowe, wynikiem czego było zasypanie jednego z wejść, a zabetonowanie drugiego.